# ISO 3166-2:TJ
ISO 3166-2:TJ – kody ISO 3166-2 dla Tadżykistanu.
Kody ISO 3166-2 to część standardu ISO 3166 publikowanego przez Międzynarodową Organizację Normalizacyjną. Kody te są przypisywane głównym jednostkom podziału administracyjnego, takim jak np. województwa czy stany, każdego kraju posiadającego kod w standardzie ISO 3166-1. 
Aktualnie (2017) dla Tadżykistanu zdefiniowano kody dla 5 jednostek administracyjnych.
Pierwsza część oznaczenia to kod Tadżykistanu zgodnie z ISO 3166-1, natomiast druga część oznaczenia znajdująca się po myślniku to dwuliterowy kod jednostki administracyjnej.

## Kody ISO
| Kod ISO | Nazwa jednostki administracyjnej | Rodzaj jednostki administracyjnej |
| ------- | -------------------------------- | --------------------------------- |
| TJ-DU   | Duszanbe                         | okręg stołeczny                   |
| TJ-GB   | Górski Badachszan                | wilajet autonomiczny              |
| TJ-KT   | Chatloński                       | wilajet                           |
| TJ-SU   | Sogdyjski                        | wilajet                           |
| TJ-RR   | Rejony Administrowane Centralnie | rejony administrowane centralnie  |